# اجلاس
اجلاس (به عربی: اجلاس) یک روستا در سوریه است که در استان ادلب واقع شده‌است و ۴۰۴ نفر جمعیت دارد.